# Hard Truck: Road to Victory
Hard Truck: Road to Victory es un videojuego de simulación de camiones de 1998 desarrollado por - SoftLab-NSK y publicado por 1C Company, Buka Entertainment, ARI Data CD y ValuSoft para Windows. Fue lanzado el 25 de marzo de 1998.

## Jugabilidad
El jugador tendrá que conducir un camión y competir con rivales en una de las cinco pistas. Por completar con éxito la carrera, el conductor recibe dinero. El objetivo final es llegar a $1,000,000, después de lo cual el juego terminará.
Inicialmente, el jugador tiene un camión ZIL y un capital inicial de 30,000 dólares. El número de rivales varía de 0 a 7, cada uno de ellos tiene su propio coche.
El juego tiene dos niveles de dificultad:
- Arcade: no se tienen en cuenta una serie de características del vehículo, los controles se simplifican.
- Simulador: el modelo físico es más creíble; en el comportamiento del camión influyen muchos factores, siendo los principales: daños en el vehículo, desgaste de neumáticos y frenos, una amplia variedad de características técnicas variables del vehículo, condiciones climáticas. , tipo de superficie de la carretera. Sin embargo, incluso en este modo, la física del comportamiento del coche es similar a la de un arcade y está muy simplificada, y no corresponde a un simulador completo.

El juego comienza en la base: una sala en la que se cargan mercancías, se selecciona una ruta y también hay un taller de automóviles y una tienda de repuestos. El conductor termina en la misma base después de completar la carrera. De las cinco pistas, dos son deportivas y tres comerciales. Para realizar la facturación en un vehículo comercial, necesita carga. En las pistas deportivas no se requiere carga, ya que en estas pistas compiten tractores, pero sin semirremolques. Sobre la entrada a cada corredor que conduce a la pista, se indica su nombre, un número que indica la longitud del camino en kilómetros (sin desvíos), un semáforo que prohíbe o permite el acceso a la pista (relevante para un juego en red), y un indicador meteorológico. Afuera puede estar despejado o llover; entonces la visibilidad se deteriora, hay que utilizar limpiaparabrisas y un problema adicional es el deterioro del agarre de los neumáticos en la carretera.
El jugador, antes de dirigirse a la ruta comercial, deberá tomar la carga. El producto se compra con su propio dinero, que deberá reembolsar con ganancias, si tiene éxito. Los productos varían en precio, peso, volumen y fragilidad por paquete. Por tanto, la cantidad de carga a bordo está limitada por la capacidad de carga, el volumen de la furgoneta y la disponibilidad de dinero. El peso de la carga afecta el movimiento del camión: será inestable bajo una carga pesada. Los artículos frágiles se deteriorarán si reciben un impacto, así que transpórtelos con cuidado; solo se pagarán los artículos completos a su llegada. La tarifa es proporcional al valor y fragilidad de la mercancía. Los cargamentos en sí son muy diversos: telas, medicinas, bebidas, material eléctrico, clavos, vidrio, bombillas, juguetes y otros.
El jugador puede comprar un camión para el que tenga suficiente dinero. Hay 9 en total, pero 8 están a la venta. Los rivales no pueden cambiar el coche. Todos los camiones son de dos ejes. Con furgonetas en rutas comerciales, en carreteras deportivas, camiones tractores, excepto KamAZ-4925, el que tiene carrocería.